# بريان بيرغونيو
بريان حسن بيرغونيو (بالفرنسية: Bryan Bergougnoux)‏ (12 أغسطس 1984 في ليون) لاعب كرة قدم فرنسي ذو أصول مغربية يلعب حاليا في نادي الدرجة الأولى تولوز الفرنسي في مركز الوسط المهاجم . .

## المسيرة الرياضية
بدأ بيرغونيو مسيرته الرياضية في نادي ليون 2001 وشارك في أول مباراة رسمية في مواجهة نادي لنس في 28 يوليو وانتهت المباراة بخسارة نادي ليون 0-2 . في سنة 2005 قرر الرحيل عن نادي ليون والانتقال إلى نادي تولوز .

## روابط خارجية
- بريان بيرغونيو على موقع رابطة كرة القدم الفرنسية للمحترفين (الإنجليزية)
- بريان بيرغونيو على موقع قاعدة بيانات كرة القدم.إي يو (الإنجليزية)
- بريان بيرغونيو على موقع ليكيب (الفرنسية)
- بريان بيرغونيو على موقع Soccerway.com (الإنجليزية)
- بريان بيرغونيو على موقع كووورة